# Beočinklostret
Beočinklostret (serbiska: Манастир Беочин/Manastir Beočin) är ett serbiskt-ortodoxt kloster beläget på berget Fruška Gora i provinsen Vojvodina i norra Serbien.

## Historia
Tiden för Beočinklostret tillkomst är okänd. Första gången klostret omnämns är i dokument från Osmanska riket daterade till 1566-1567. 
1990 förklarades klostret som ett monument av särskild kulturell betydelse.
Varvara Radosavljević har varit klostrets abbedissa sedan den 20 november 2019.

## Bilder

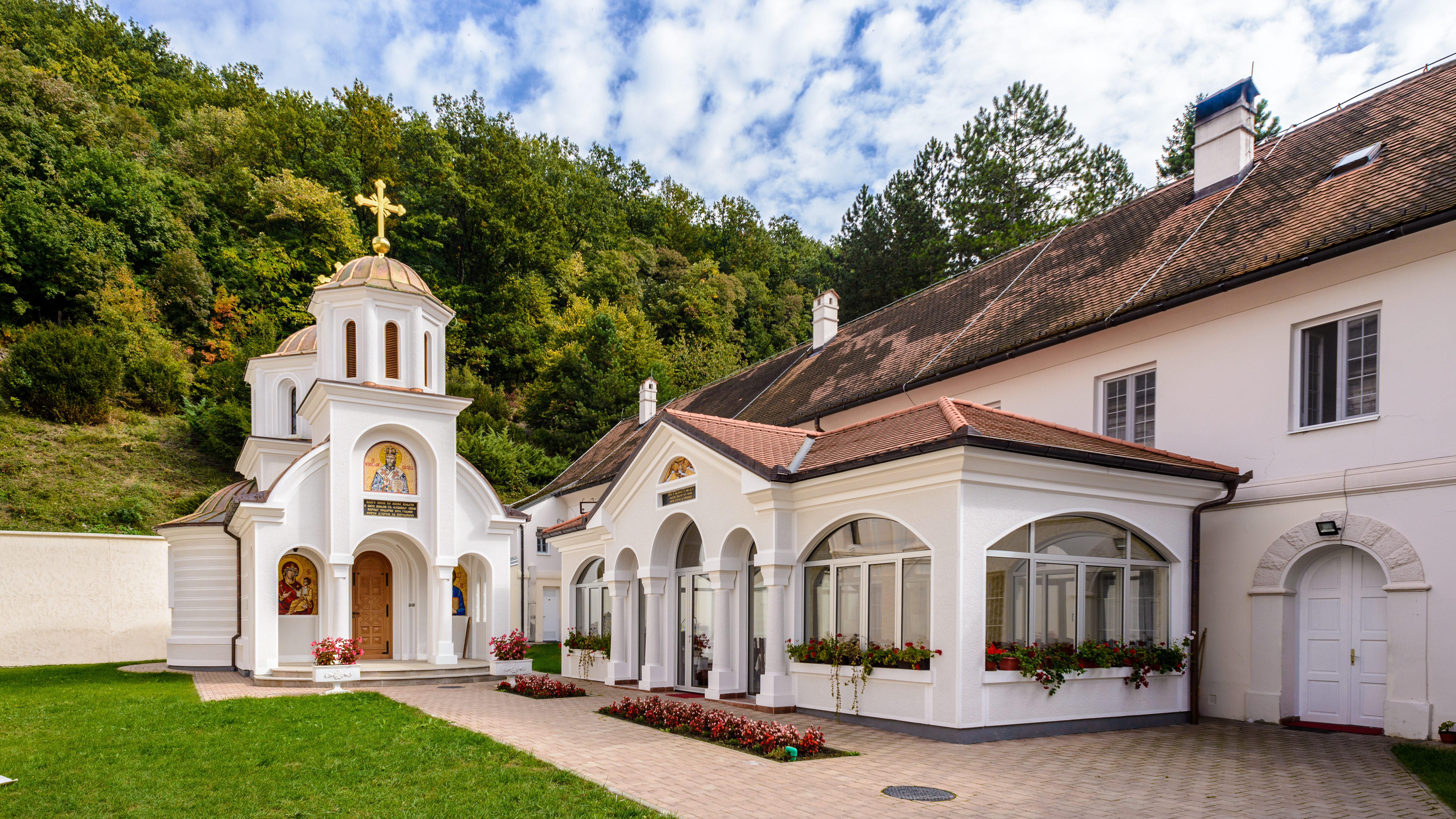
Klosterkyrkan (till vänster).
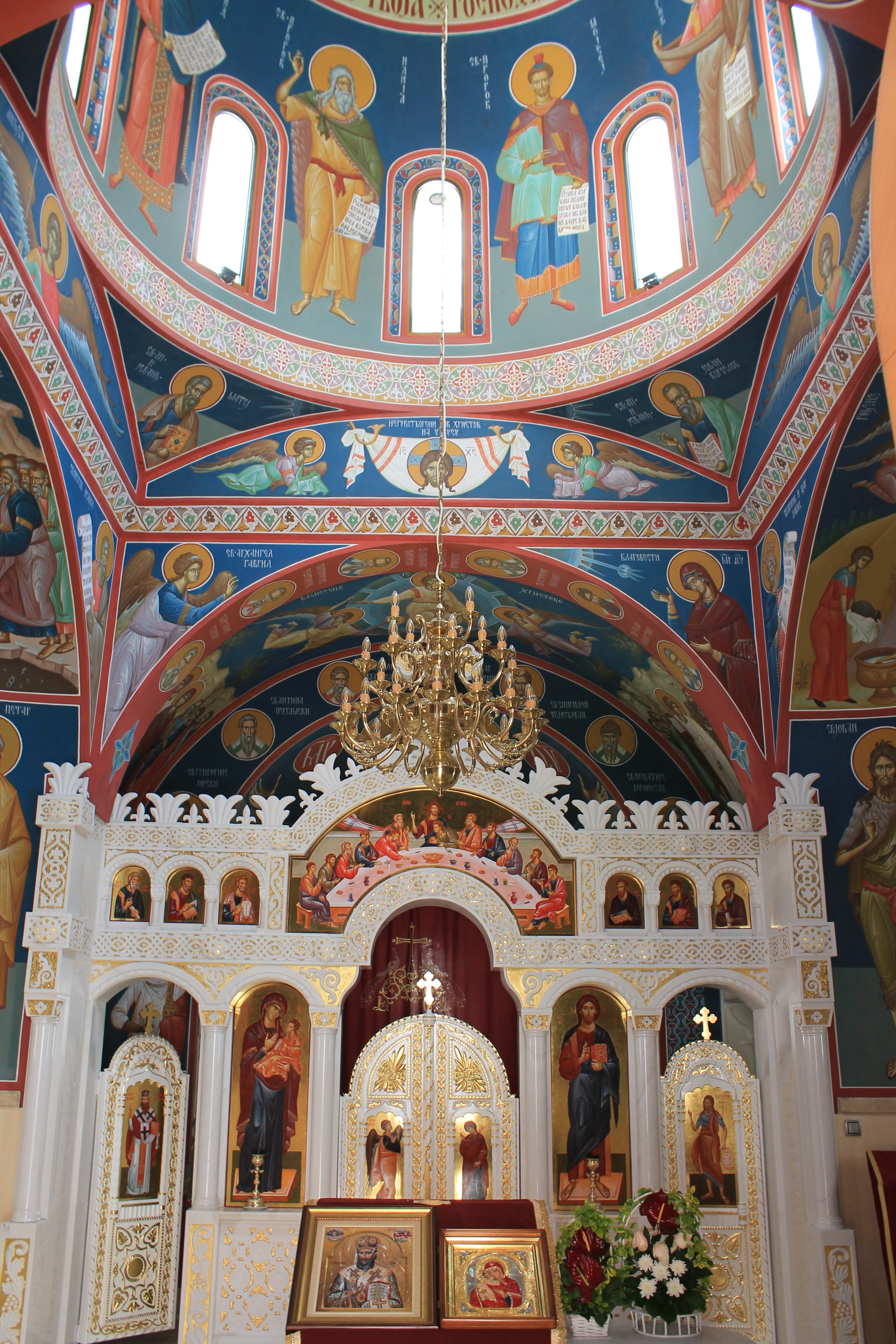
Klosterkyrkans interiör mot ikonostasen.
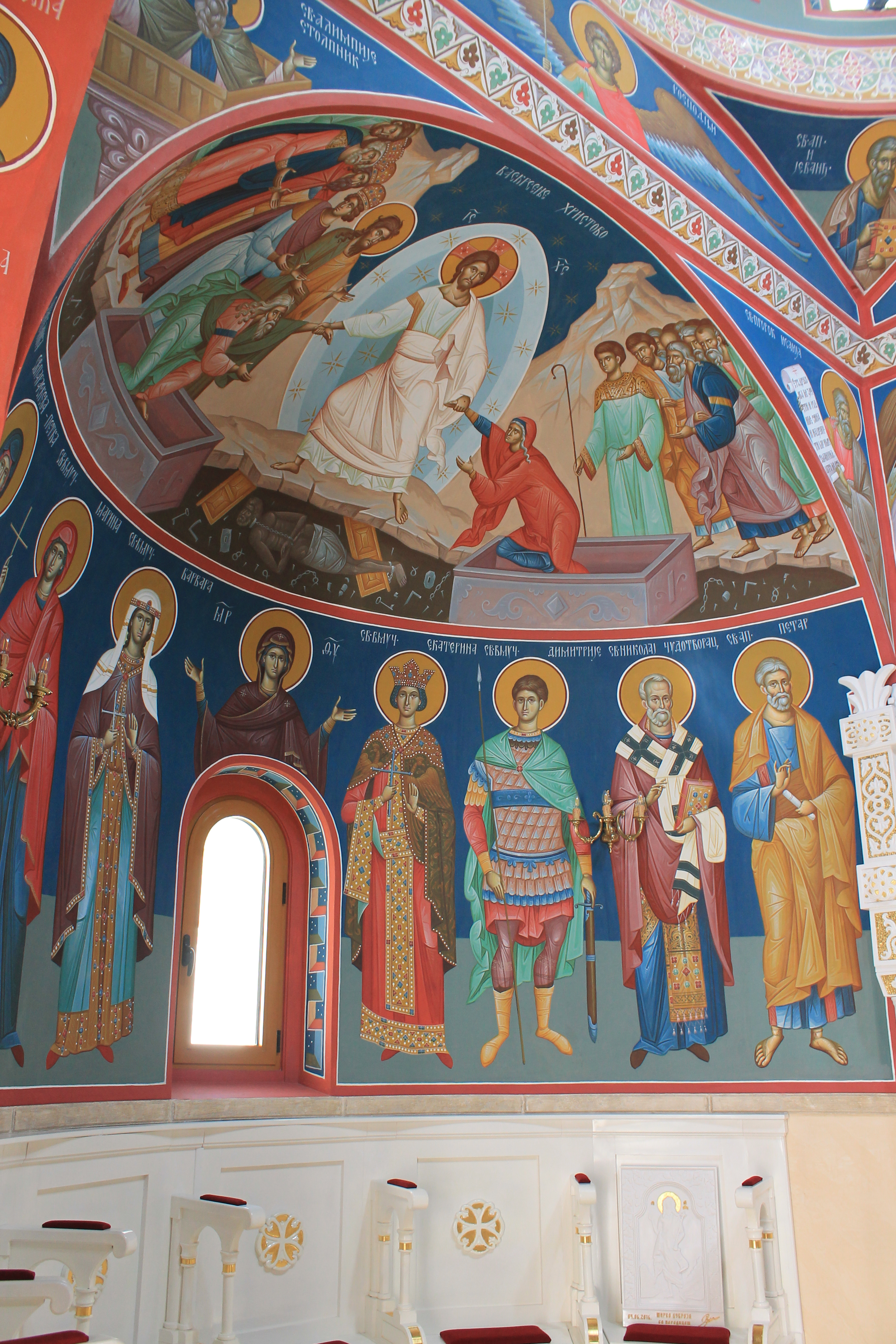
Fresker.
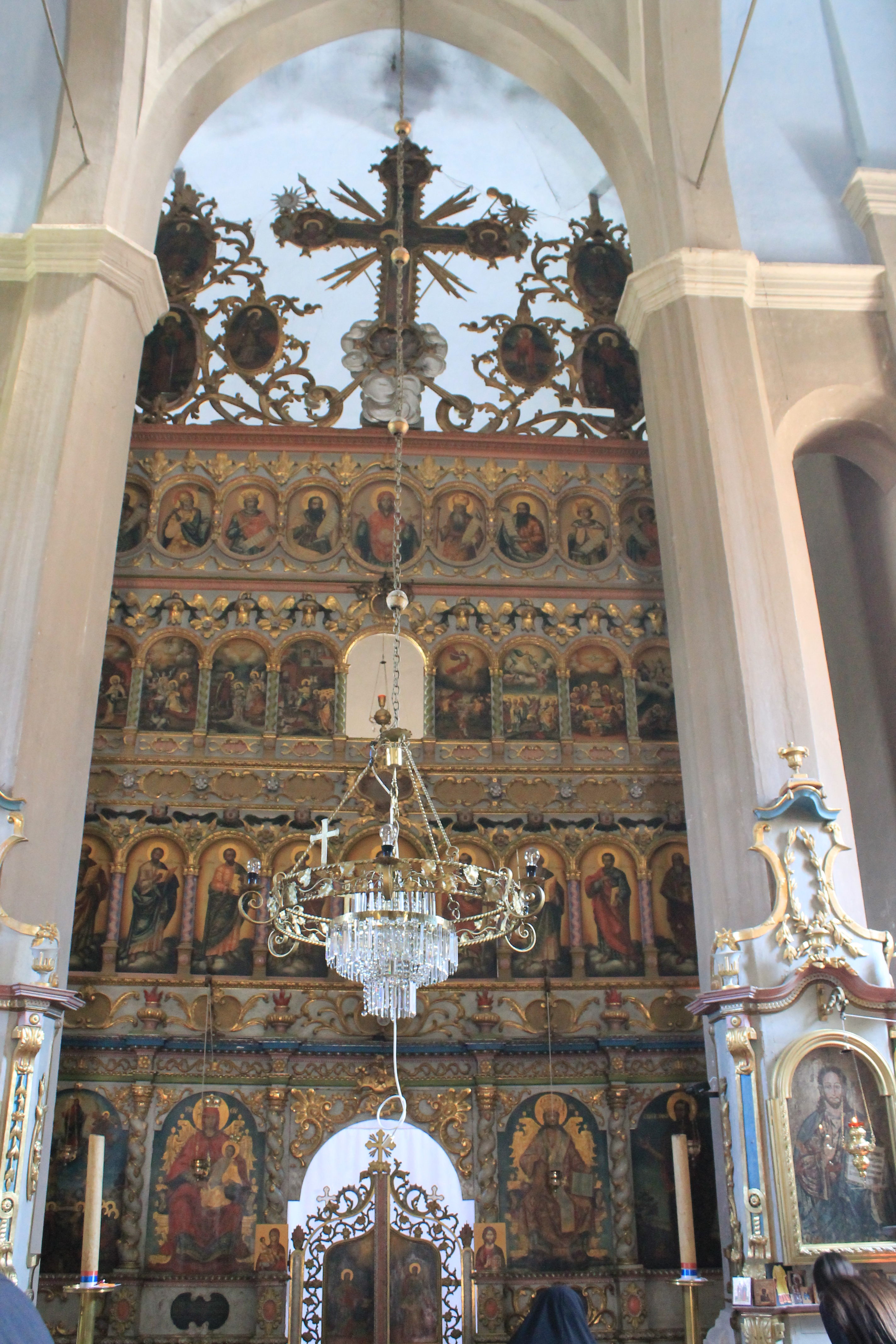
Ikonostasen i den andra byggnaden.